# Rucqueville
Rucqueville är en kommun i departementet Calvados i regionen Normandie i norra Frankrike. Kommunen ligger i kantonen Creully som ligger i arrondissementet Caen. År 2018 hade Rucqueville 166 invånare.

## Befolkningsutveckling
Antalet invånare i kommunen Rucqueville
Referens:INSEE